# Giovanni Antonio Battarra

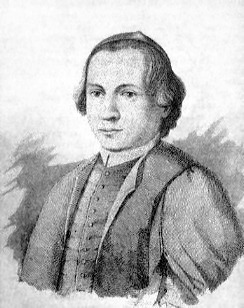

Giovanni Antonio Battarra (* 9. Juni 1714 in Coriano; † 8. November 1789 in Rimini) war ein Priester, Mykologe und Botaniker.
Er wurde am 9. Juni 1714 in Coriano in der Provinz Rimini in Italien als Sohn von Domenico Battarra und Giovanna Francesca Fabbri geboren. Er studierte am Priesterseminar in Rimini und wurde 1738 zum Priester geweiht.
Währenddessen beschäftigte sich Battarra unter Anleitung des Mediziners und Naturforschers Giovanni Bianchi (1693–1775) mit Geometrie, Physik und Naturgeschichte. 1741 wurde ihm eine Lehrstelle für Philosophie am Priesterseminar in Savignano angeboten, die er dann für vier Jahre bekleidete. Durch seine Beschäftigung mit den Lehren von Giovanni Bianchi interessierte sich Battarra für Naturwissenschaften und vor allem für Mykologie. Ab 1748 hatte Giovanni in Rimini für sieben Jahre einen Lehrstuhl für Philosophie inne. 1757 bekam er eine Professur für Philosophie an der Universität von Rimini.
1755 wurde sein selbst illustriertes Buch Fungorum agri ariminensis historia veröffentlicht. Mit seinem 1778 veröffentlichten Werk Pratica agraria erreichte er größere Bekanntheit.
Er starb am 8. November 1789 in Rimini.
Zu seinen Ehren wurde eine Reihe von Pilzarten sowie durch Christian Hendrik Persoon auch die Gattung Battarrea der Champignonverwandten (Agaricaceae) nach ihm benannt.